# Isztambul (Orhan Pamuk-regény)
Az Isztambul Orhan Pamuk Nobel-díjas török író 2003-ban megjelent memoárja, melyben Isztambul városát és az 1950-es, ’60-as évekbeli történelmét, a kelet öröksége és az atatürki új, modern elvárások közötti fájdalmas ellentétet mutatja be saját emlékein keresztül, melankolikus, szomorú hangnemben. A könyvet Ara Güler fényképei illusztrálják. A memoár Spanyolországban és Franciaországban is a legtöbbet eladott könyvek között szerepelt.

## Keletkezési körülményei
Pamuk nem akart könyvet írni Isztambulról, az eredeti elképzelés szerint a városról írt esszéit gyűjtötték volna össze, végül azonban úgy döntött, inkább új regénybe fog a témában. Hat hónap alatt tervezte megírni, végül azonban egy évet vett igénybe. A könyv rendkívül személyes és őszinte, egyes emlékek leírásával édesanyját és bátyját is megbántotta. A regény abban az időszakban született, amikor Pamuk rengeteg magánéleti problémával küzdött (édesapja halála, válás a feleségétől).

## Kritikája
A. Ömer Türkeş, a Milliyet kritikusa szerint „csaknem 350 oldalnyi precízen elkészített munka, az írótól megszokott gazdag nyelvezettel, megkapó stílusban, festői ábrázolásmóddal körvonalazódnak Isztambul negyedei, mahalléi, utcái, építészeti emlékei.” Türkeş azonban kiemeli, hogy Törökországban a regény marketingje, „piacra dobása” inkább hasonlított egy popsztár következő albumának reklámkampányához, amivel Pamuk szerinte elmosta a határt a szépirodalom és tömegtermék között és gyakorlatilag kereskedelmi áruvá alacsonyította az írását.

## Magyarul
- Isztambul; ford. Nemes Krisztián; Ulpius-ház, Bp., 2007, ISBN 978-963-254-044-3